# The Hire
The Hire (auch BMW Films) ist eine Kurzfilmreihe des Autoherstellers BMW, die als Werbefilme für die kostenlose Verbreitung über das Internet konzipiert wurden. In den Jahren 2001 und 2002 entstanden in zwei Staffeln acht Kurzfilme. 2016 folgte mit The Escape ein weiterer Teil.

## Konzept
Verschiedene, bekannte „Kult-Regisseure“ wie etwa John Frankenheimer und Tony Scott sollten mithilfe von bekannten Drehbuchautoren wie Andrew Kevin Walker hochwertige Kurzfilme produzieren, in denen verschiedene BMW-Modelle in Szene gesetzt werden. Die Vorgaben von BMW waren lediglich, dass der Hauptdarsteller immer Clive Owen ist und ein BMW in dem Kurzfilm vorkommen muss. Alles andere war künstlerische Gestaltungsfreiheit der Regisseure. Hollywood-Regisseur David Fincher fungierte als Produzent. Die Hauptrolle des Driver übernahm der damals noch weitestgehend unbekannte Clive Owen und Stars wie Gary Oldman und Mickey Rourke wurden als Nebendarsteller engagiert.
Nach dem Erfolg der Reihe produzierte BMW im Jahr 2002 drei weitere Filme in einer zweiten Staffel, nunmehr produziert von Ridley und Tony Scott. Anlässlich des 15-jährigen Jubiläums wurde 2016 ein weiterer Film veröffentlicht.

## Filme
| Titel            | Regie                       | BMW Modell       | Darsteller                                                        |
| Staffel 1 (2001) | Staffel 1 (2001)            | Staffel 1 (2001) | Staffel 1 (2001)                                                  |
| ---------------- | --------------------------- | ---------------- | ----------------------------------------------------------------- |
| Ambush           | John Frankenheimer          | 740i             | Clive Owen, Tomás Milián                                          |
| Chosen           | Ang Lee                     | 540i             | Clive Owen                                                        |
| The Follow       | Wong Kar Wai                | 3er Coupé, Z3    | Clive Owen, Mickey Rourke, Adriana Lima, Forest Whitaker          |
| Star             | Guy Ritchie                 | M5               | Clive Owen, Madonna                                               |
| Powder Keg       | Alejandro González Iñárritu | X5               | Clive Owen, Stellan Skarsgård                                     |
| Staffel 2 (2002) |                             |                  |                                                                   |
| Hostage          | John Woo                    | Z4               | Clive Owen                                                        |
| Ticker           | Joe Carnahan                | Z4               | Clive Owen, Don Cheadle, Ray Liotta                               |
| Beat the Devil   | Tony Scott                  | Z4               | Clive Owen, Gary Oldman, James Brown, Marilyn Manson, Danny Trejo |
| Staffel 3 (2016) |                             |                  |                                                                   |
| The Escape       | Neill Blomkamp              | 540i             | Clive Owen, Jon Bernthal, Dakota Fanning, Vera Farmiga            |

Die Filme wurden von BMW kostenlos im Internet angeboten. Am 21. Oktober 2005 wurde das Angebot über die ursprüngliche Internetseite eingestellt.

## DVD
Die Reihe erfreute sich im Internet großer Beliebtheit und bald produzierte BMW eine Gratis-DVD in geringer Auflage, die außer den Filmen noch „Extras“ enthielt. Die ersten Pressungen der DVD beinhalteten die fünf bis dahin veröffentlichten Filme der ersten Staffel, später wurde jedoch der Film The Follow aus rechtlichen Gründen entfernt. Besonders bei eBay wurden die DVDs zu hohen Preisen verkauft.
Später verkaufte BMW eine Kompilations-DVD mit allen acht Filmen für einen weltweit einheitlichen Preis, der die Versandkosten deckte. Der Vertrieb wurde ebenfalls am 21. Oktober 2005 eingestellt.

## Comics
Dark Horse Comics begann im Jahr 2004 die Produktion einer sechsteiligen Graphic-Novel-Reihe über die Abenteuer des Drivers. Wie die Filme entstehen die verschiedenen Ausgaben der Comics als Werke von unterschiedlichen kreativen Teams, die unter anderem Katsuhiro Otomo (Akira), Katsuya Terada (Blood: The Last Vampire) und Schauspieler Bruce Campbell beinhalten.